# Margareta Strandberg
Margareta Strandberg, gift Forsgårdh, född 20 mars 1951, är en före detta professionell tennisspelare.
Hon har tagit totalt 14 SM-titlar, varav 3 i singel. Hon blev uppmärksammad när hon slog Ingrid Bentzer i SM-finalens singelturnering i Uppsala 1977. Bentzer var dåtidens enda riktigt stora internationella proffs och i Dagens nyheter kategoriserades vinsten som en "skräll". Forsgårdh vann med 6-0, 6-2 efter bara 55 minuters spel. 
Internationellt tog hon sig i singel som bäst till andra omgången av Franska öppna, 1975. Hon har även representerat Sverige i Fed cup.
Hon representerade klubben SALK där hon också blev "Årets Salkare", på grund av framgångsrika insatser i nationell eller internationell tennis.